# Nava Kaal
Nava Kaal is een Marathi-talig dagblad in India. De krant is in handen van Nilkanth Khadilkar en is gevestigd in Mumbai, Maharashtra. Vóór de onafhankelijkheid in India was het dagblad ideologisch verwant aan de Congrespartij, tegenwoordig is dat de Shiv Sena. In de jaren vijftig daalde de oplage op een geven moment naar 800 exemplaren en stond het op het punt er een punt achter te zetten.